# Лихтлайн, Карстен
Карстен Лихтлайн (нем. Carsten Lichtlein; род. 4 ноября 1980, Вюрцбург) — немецкий гандболист, вратарь клуба «Эрланген». Известен под прозвищами «Цасси» (нем. Zassi), «Лютти» (нем. Lütti) и «Кошка» (нем. die Katze).

## Карьера

### Клубная
Выступал в чемпионате Германии за команды «Хайдингсфельд», «Кирхцелль», «Гроссвалльштадт», «Лемго», в сезоне 2013/2014 года выступает за «Гуммерсбах».

### В сборной
Дебютировал в сборной 27 ноября 2001 против команды Австрии в Айхвальде. Провёл 169 игр и забил один гол. Чемпион Европы 2004 года и чемпион мира 2007 года, также серебряный призёр чемпионата мира 2003 года.

## Достижения
- Победитель Кубка ЕГФ 2006 и 2010
- Чемпион Европы 2004 2016
- Чемпион мира 2007
- Вице-чемпион мира 2003

## Личная жизнь
Окончил в 2000 году вюрцбургскую гимназию имени Вильгельма Рентгена. Женат, воспитывает сына. Работает профессионально налоговым консультантом.